# Wiera Richter
Wiera Richter (ur. 1902 w Łodzi, zm. ?) – polska tenisistka.

## Życiorys
Była wnuczką przemysłowca Zygmunta Richtera. Została wielokrotną medalistką narodowych mistrzostw Polski w tenisie. Zawodniczka Łódzkiego Lawn Tennis Club. W 1923, gdy nie rozgrywano mistrzostw Polski, wygrała pierwszy powojenny turniej o międzynarodowe mistrzostwo Warszawy.

## Odznaczenie
- Brązowy Krzyż Zasługi (19 marca 1931, „za zasługi na polu rozwoju sportu”)[4]